# Detroit-Dearborn Motor Car Company
Detroit-Dearborn Motor Car Company war ein US-amerikanischer Hersteller von Automobilen.

## Unternehmensgeschichte
Edward Bland, Elmer W. Foster, Arthur E. Kiefer und Samuel D. Lapham gründeten das Unternehmen im Sommer 1909. Der Sitz war in Dearborn in Michigan. Am 15. November 1909 waren die ersten Prototypen fahrbereit. Konstrukteur war Paul Arthur, der vorher bei der Regal Motor Car Company tätig war. Der Markenname lautete Detroit-Dearborn. Ende 1910 folgte der Bankrott. Insgesamt entstanden 110 Fahrzeuge.
Vernon C. Fry übernahm die Reste und gründete die Vernon Motor Car Company.

## Fahrzeuge
Im Angebot stand ein Modell in zwei Ausführungen. Ein Vierzylindermotor mit 35 PS Leistung trieb die Fahrzeuge an. Das Fahrgestell hatte 284 cm Radstand. Zwei Aufbauten standen zur Wahl. Der Tourenwagen-Roadster wurde Nike genannt und der Tourenwagen-Torpedo Minerva.

## Übersicht über Pkw-Marken aus den USA, die mitDetroitbeginnen
| Marke            | Hersteller                         | Vermarktungsbeginn | Vermarktungsende | Ort, Bundesstaat   |
| ---------------- | ---------------------------------- | ------------------ | ---------------- | ------------------ |
| Detroit          | Detroit Automobile Company         | 1899               | 1901             | Detroit, Michigan  |
| Detroit          | Wheeler Manufacturing Company      | 1904               | 1904             | Detroit, Michigan  |
| Detroit          | Detroit Motor Chassis Company      | 1912               | 1912             | Detroit, Michigan  |
| Detroit          | Detroit Motor Wagon Company        | 1912               | 1912             | Detroit, Michigan  |
| Detroit          | Detroit Cyclecar Company           | 1913               | 1914             | Detroit, Michigan  |
| Detroit          | Detroit Chassis Company            | 1915               | 1917             | Detroit, Michigan  |
| Detroit Electric | Detroit Electric Car Company       | 1907               | 1939             | Detroit, Michigan  |
| Detroit Taxicab  | Detroit Taxicab & Transfer Company | 1914               | 1915             | Detroit, Michigan  |
| Detroit-Dearborn | Detroit-Dearborn Motor Car Company | 1909               | 1910             | Dearborn, Michigan |